# ジャスティン・レハンヤ

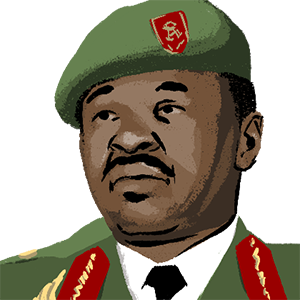
ボイス・オブ・アメリカが作成した肖像画

ジャスティン・レハンヤ（Justin Lekhanya、1938年4月7日 - 2021年1月20日）は、レソトの軍人、政治家。1986年1月24日から1991年5月2日まで、レソトの軍事評議会議長を務めた。

## 経歴
レハンヤは1986年1月24日、レアブア・ジョナサン首相に対してクーデターを起こし、政権を握った。これは反南アフリカ色を強めるジョナサン政権に対し不快感をもった南アフリカ共和国に支援されたものであった。レハンヤは政権を握ると国王モショエショエ2世と協調路線をとろうとしたが、次第に両者の間は険悪化した。1987年1月17日には王家の象徴であるバソト・ハット（レソト帽）を中央にあしらった従来のレソトの国旗に変えて、レソトの伝統的な盾と槍と棍棒をあしらった新国旗を制定した。1990年には関係悪化が極限となり、モショエショエはオランダへと亡命した。これに対しレハンヤは皇太子をレツィエ3世として即位させ、自らはさらに独裁を強めていったが、これを嫌った軍事評議会のエリアス・ラマエマにクーデターを起こされ、1991年5月2日に退任を余儀なくされた。
民主化後、レハンヤは彼がクーデターを起こした相手であるレアブア・ジョナサンが率いていたバソト国民党から、ジョナサンが死亡したために党首の座を打診され、1999年3月にバソト国民党党首に就任した。2001年3月31日から4月1日の党大会で彼は再選されたが、2002年の議会選挙において彼は小選挙区のMant'sonyane選挙区においてレソト民主会議のMasuthang Taole候補の得票率49.1%に対し28.5%の得票率で敗れた。しかし、比例代表制によって復活当選した。